# ويليام بيل (لاعب كرة قاعدة)
ويليام بيل (بالإنجليزية: William Bell)‏ هو لاعب كرة قاعدة أمريكي، ولد في 31 أغسطس 1897 في غالفستون في الولايات المتحدة، وتوفي في 16 مارس 1969 في إل كامبو في الولايات المتحدة.